# Michel Strogoff (film, 1956)
Pour l’article homonyme, voir Michel Strogoff.
Pour plus de détails, voir Fiche technique et Distribution.
Michel Strogoff est un film franco-italien réalisé par Carmine Gallone, sorti en 1956.
Il s'agit d'une adaptation du roman Michel Strogoff de Jules Verne, publié en 1876 par l'éditeur Pierre-Jules Hetzel, dans la collection « Bibliothèque d'éducation et de récréation. »

## Synopsis
Alors que la Sibérie plie l'échine sous l'invasion des Tartares, le capitaine Strogoff, courrier de la garde impériale, est chargé par le tsar d'avertir son frère le Grand Duc qui commande la garnison d'Irkoutsk qu'un assaut se prépare contre la ville et sa place forte. 
Michel Strogoff, officier valeureux mais indiscipliné, est choisi du fait de sa parfaite connaissance de la Sibérie. Faux négociant en tissu, Il voyagera avec son épouse. On lui affecte pour la circonstance Nadia Fédor, assignée à résidence, et fille d'un prisonnier politique à Irkoutsk, en échange de leur libération si la mission réussit.

## Fiche technique
- Titre : Michel Strogoff
- Réalisation : Carmine Gallone
- Scénario, adaptation et dialogues : Marc-Gilbert Sauvajon d'après le roman de Jules Verne
- Photographie : Robert Lefebvre Cinemascope eastmancolor
- Montage : Armand Ridel
- Musique : Norbert Glanzberg
- Décors : Léon Barsacq
- Costumes : Marcel Escoffier, Jean Zay
- Son : Louis Hochet
- Coordinateur des combats et des cascades : Claude Carliez et son équipe
- Producteur : Emile Natan
- Sociétés de production : Les Films Modernes (France) - Illiria Film (Italie) - Produzione Gallone (Italie) - Udruzenje Filmskih Umetnika Srbije (UFUS) (Yougoslavie)
- Pays d'origine :  France /  Allemagne de l'Ouest /  Italie /  Yougoslavie
- Genre : Film dramatique, Film historique, Film d'aventure
- Durée : 111 minutes (1 h 51 min)
- Dates de sortie :
  - France : 14 décembre 1956

## Distribution
- Curd Jürgens : Michel Strogoff
- Geneviève Page : Nadia Fédor
- Jean Parédès : Alcide Jolivet
- Gérard Buhr : Henri Blond
- Sylva Koscina : Zingara
- Henri Nassiet : Ivan Ogareff
- Valery Inkijinoff : Feofar Khan
- Françoise Fabian : Natko
- Jacques Dacqmine : le grand-duc, frère du tsar
- Louis Arbessier : le tsar Alexandre II
- Michel Etcheverry : le général Krisloff
- Fernand Fabre : le général Vassiev
- Paul Demange : l'employé du télégraphe
- Sylvie : Marfa, mère de Michel Strogoff